# Avsa
Avsa – wieś w Słowenii, w gminie Kobarid. W 2018 roku liczyła 38 mieszkańców.